# Anguo
Anguo (chinesisch 安国市, Pinyin Ānguó Shì) ist eine chinesische kreisfreie Stadt der bezirksfreien Stadt Baoding in der Provinz Hebei. Sie hat eine Fläche von 486 km² und zählt 370.317 Einwohner (Stand: Zensus 2010).
Der Yaowang-Tempel (Yaowang miao 药王庙) und die Wuren-Brücke (Guifei-Brücke) (Wurenqiao 伍仁桥) im Dorf Wurenqiao stehen seit 2001 bzw. 2006 auf der Liste der Denkmäler der Volksrepublik China.